# بيل روك (أريزونا)

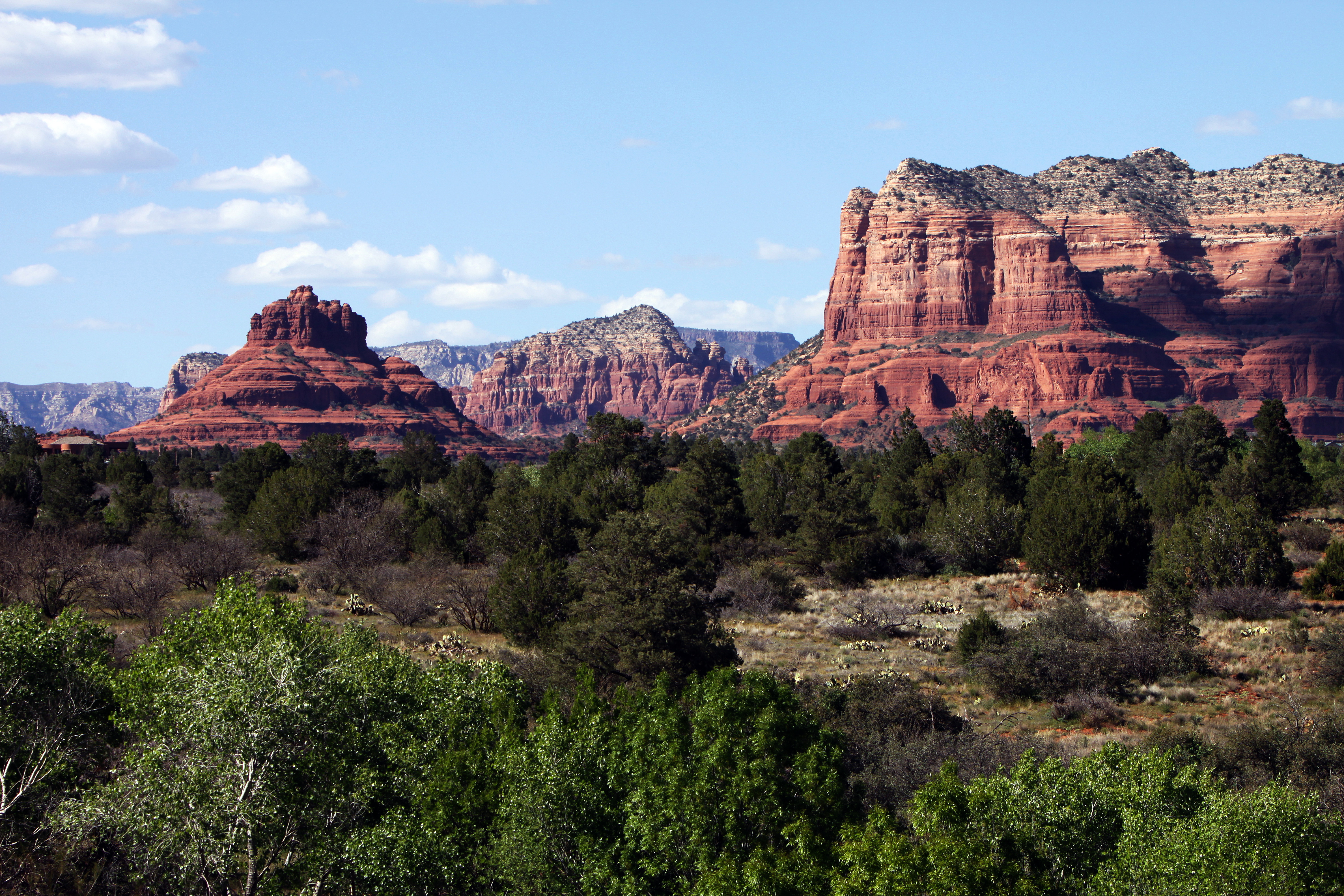
بيل روك (في الشمال)، مع صخرة كورت هاوس إلي يمينها.

بيل روك هي منطقة جذب سياحي شهيرة تقع شمال قرية أوك كريك، أريزونا (Village of Oak Creek, Arizona)، جنوب سيدونا في مقاطعة يافاباي. مع ارتفاع يبلغ في قمته 4919 قدم (1,49 م)، وهي تقع فقط غرب صخرة كورت هاوس (Courthouse Butte).

## روابط خارجية
- Bell Rock Pathway / Vista, دائرة الغابات في الولايات المتحدة